# Magnospinus anneckei
Magnospinus anneckei är en insektsart som beskrevs av Abraham Munting 1970. Magnospinus anneckei ingår i släktet Magnospinus och familjen pansarsköldlöss. Inga underarter finns listade i Catalogue of Life.